# Acantholimon brachyphyllum
Acantholimon brachyphyllum är en triftväxtart som beskrevs av Pierre Edmond Boissier. Acantholimon brachyphyllum ingår i släktet Acantholimon och familjen triftväxter. Inga underarter finns listade i Catalogue of Life.